# Paternal Leave

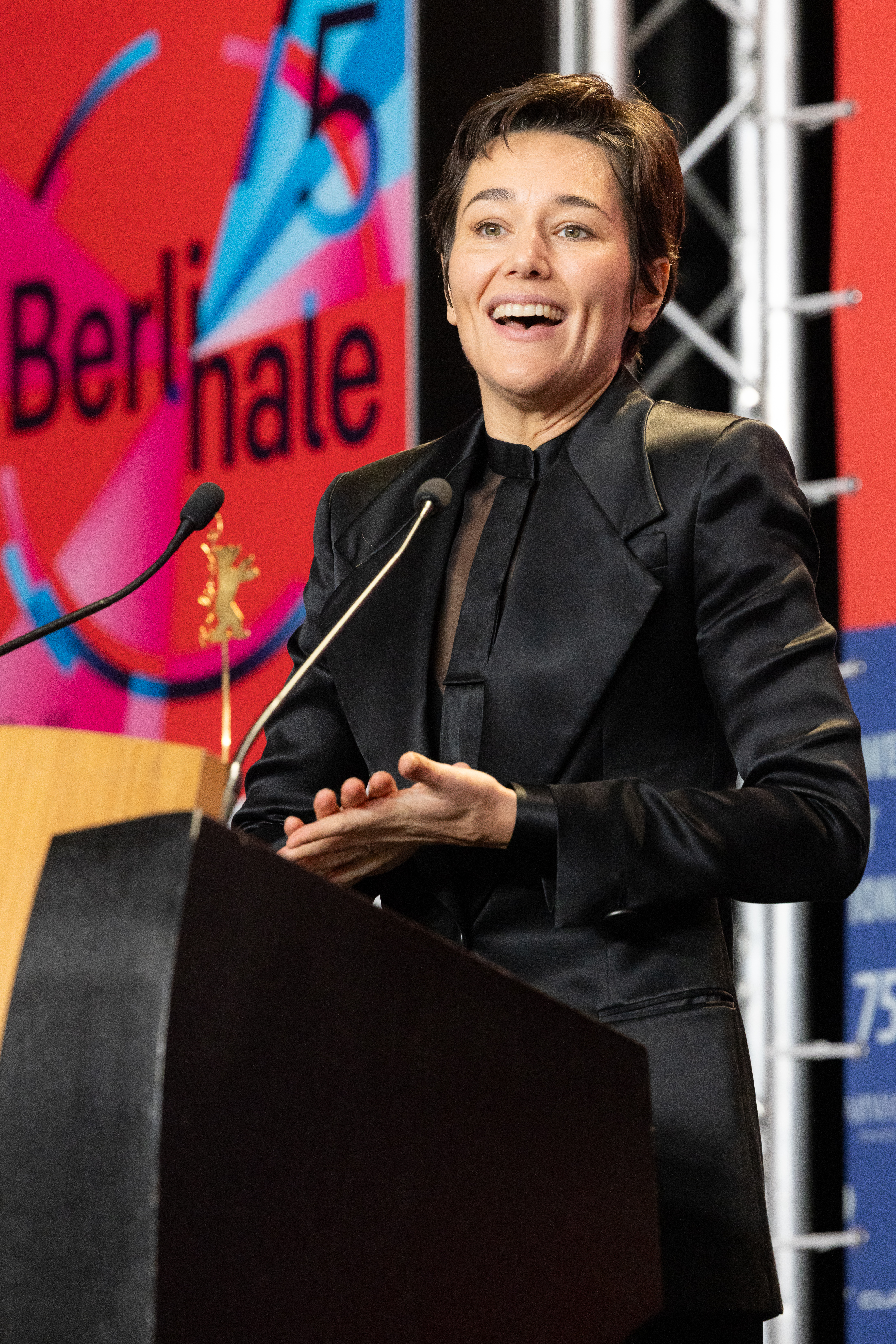
Alissa Jung erhält den Preis der AG Kino – Gilde – Cinema Vision 14plus für ihren Film Paternal Leave bei der Preisverleihung der unabhängigen Jurys während der Berlinale 2025

Paternal Leave ist ein deutsch-italienischer Spielfilm unter der Regie von Alissa Jung aus dem Jahr 2025. Er ist der erste Spielfilm von Alissa Jung. Der Film feierte im Februar 2025 auf der Berlinale seine Weltpremiere in der Sektion Berlinale Generation. Der Kinostart in Deutschland ist Anfang November 2025 geplant.

## Handlung
Die 15-jährige Leo und ihr leiblicher Vater sind einander völlig fremd. Als sie von ihrem Vater erfährt, begibt sich Leo an die norditalienische Küste, um Antworten auf all ihre Fragen zu erhalten. Dabei kämpft sie sowohl mit ihrer Wut als auch mit ihrer Sehnsucht. Entscheidungen aus der Vergangenheit und ihre Folgen für die Gegenwart geraten in den Fokus. Wahrheit, Nähe und Liebe spielen eine große Rolle und der Mut, sich selbst zu begegnen, ist bei beiden gefragt.

## Produktion

### Filmstab
Regie führte Alissa Jung, von der auch das Drehbuch stammt. Das Coming-of-Age-Drama ist der erste Spielfilm von Alissa Jung. Die Kameraführung lag in den Händen von Carolina Steinbrecher. Für den Filmschnitt waren Heike Parplies und David Maria Vogel verantwortlich.
Als Hauptrollen sind Juli Grabenhenrich als die Tochter Leo und Luca Marinelli als der Vater Paolo zu sehen.

### Produktion und Förderungen
Produziert wurde der Film von Michael Weber, Cécile Tollu-Polonowski, Viola Fügen und Sonia Rovai. Produktionsfirmen waren Match Factory Productions GmbH, Köln, und Wildside, Rom. Celluloid Tracks übernahm die Postproduktion des Tons. Unterstützung erhielt das Projekt unter anderem durch das Kuratorium Junger Deutscher Film und die Filmkommission der Region Emilia-Romagna.

### Dreharbeiten und Veröffentlichung
Der Film feiert im Februar 2025 auf der Berlinale seine Weltpremiere in der Sektion Berlinale Generation und wurde mit dem Preis der AG Kino – Gilde – Cinema Vision 14plus ausgezeichnet.
Gedreht wurde er in Dessau-Roßlau. Die Dreharbeiten konzentrierten sich dort auf den Bahnhof. Weitere Drehorte waren Cesena, Marina Romeo in Ravenna, Canalvorsetti und Cervia in der Provinz Ravenna, Comacchio und Argenta in der Provinz Ferrara und Bayern.
Am 6. November 2025 soll der Film in die deutschen Kinos kommen. Der weltweite Vertrieb liegt in den Händen von The Match Factory GmbH.

## Auszeichnungen und Nominierungen
2025
- Internationale Filmfestspiele Berlin: Weltpremiere
  - Preis der AG Kino-Gilde-Cinema Vision 14plus für Alissa Jung als Regisseurin
  - Auszeichnung Beste Regie für Alissa Jung beim BCN Film Fest in Barcelona[10]
  - Auszeichnung Bestes Regiedebüt für Alissa Jung beim Raindance Film Festival[11]
- Final Cut
  - Auszeichnung als bester Jugendfilm[12]